# Ortopedia facial
A ortopedia facial é um ramo da odontologia que trata as relações entre os maxilares.
O tratamento é feito com aparelhos chamados aparelhos ortopédicos faciais.
Ao pé da letra Ortopedia dos Maxilares seria correção das relações desarmonicas entre as bases ósseas, enquanto Ortodontia trataria da correção da posição dos dentes dentro do osso. 
A Ortopedia Facial recorre, habitualmente, a aparelhos removíveis, já existem aparelhos ortopédicos fixos também ,  que têm por objetivo redirecionar o crescimento dos ossos da face e dos dentes, diminuindo a necessidade do uso e o tempo de tratamento com os aparelhos fixos. Deve ser utilizada por pacientes jovens, já que devem estar em períodos de crescimento ativo para que seja efetiva. 
Alguns casos recebem um tratamento combinado, utilizando-se aparelhos de ortopedia facial e de ortodontia. 
Faz parte de uma das especializações da odontologia de grande importância, requer grande estudo de conteúdos relacionados a oclusão e ao sistema estomatognatico. 